# Pavonia semiserrata
Pavonia semiserrata là một loài thực vật có hoa trong họ Cẩm quỳ. Loài này được (Schrad.) Steud. mô tả khoa học đầu tiên năm 1841.